# Bahnhof Graz Puntigam

Der Bahnhof Graz Puntigam ist ein Abzweigbahnhof der Österreichischen Bundesbahnen im südlichen Grazer Stadtbezirk Puntigam (17.).
Hier zweigt die Koralmbahn von der Südbahn ab. Der Bahnhof spielt mit seinen Anbindungen an die städtischen und regionalen Verkehrsmittel als Nahverkehrsknoten Puntigam eine wichtige Rolle im Verkehrsentwicklungskonzept der Stadtregion.

## Geschichte

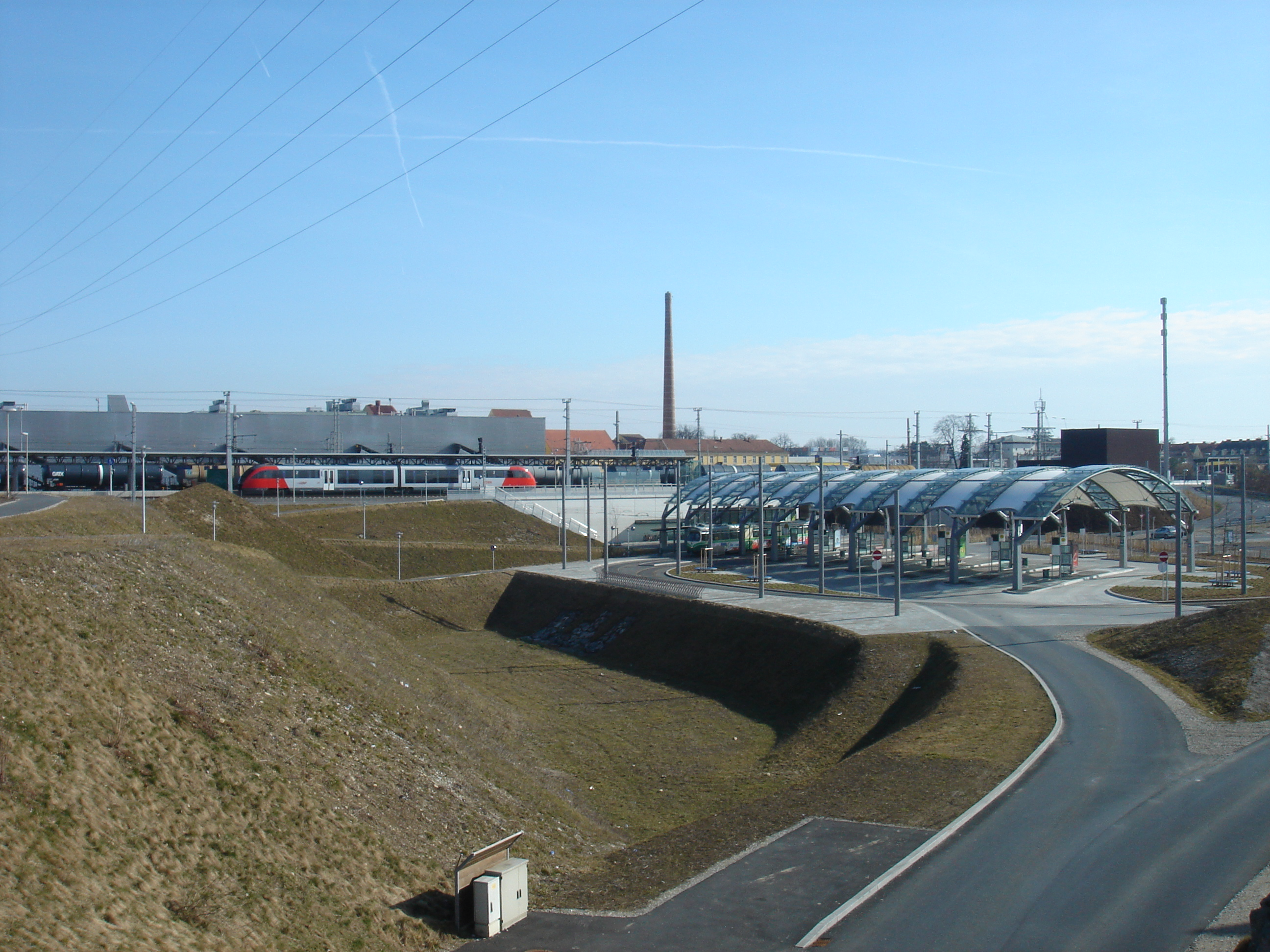
Im Hintergrund die Haltestelle Puntigam an der Südbahn/Koralmbahn – es hält gerade ein Desiro, im Vordergrund der Nahverkehrsknoten Puntigam

Um das Umsteigen zu erleichtern, wurde der ÖBB-Bahnhof Puntigam 2006 um ca. 450 m nach Norden verlegt und die bestehende Straßenbahnlinie 5 um rund 350 m westlich der neuen ÖBB-Haltestelle verlängert.
Zwischen 2008 und 2010 wurde unter der Projektbezeichnung Nahverkehrsknoten Puntigam der Umsteigepunkt zwischen S-Bahn, Bussen und der Straßenbahnlinie 5 verbessert. Die Straßenbahnstrecke wurde in Richtung Brauhaus nach Osten versetzt und abgesenkt, sodass sie die Triester Straße und die Südbahn/Koralmbahn unterquert. Die alte Wendeschleife wurde abgerissen und dort die tief gelegte Haltestelle Brauhaus eingerichtet. Die neue Endhaltestelle befindet sich am Bahnhof Puntigam. Dort wurde auch ein großer, überdachter Busbahnhof errichtet. Eine mögliche Verlängerung der Straßenbahn bis zum Center West wurde berücksichtigt. 2010 wurden bis zu 7000 neue Fahrgäste erwartet, die den Nahverkehrsknoten nutzen. Außerdem wurde die Haltestelle Puntigam barrierefrei ausgebaut.

## Bedienung
Der Bahnhof ist Haltepunkt für einige Regionalexpresszüge und die Linien S5 und S6 der S-Bahn Steiermark.
Vom Busbahnhof unterhalb der Gleisanlagen verkehren die Stadtbuslinien 62, 64, 65, 78 und 80, die Regionalbuslinie 630 Richtung Fernitz über Flughafen Graz, sowie die Straßenbahnlinie 5.
| Linie                            | Linienverlauf                                                | Unternehmern/EVU       |
| -------------------------------- | ------------------------------------------------------------ | ---------------------- |
| S-Bahn Steiermark                | Graz Hauptbahnhof – Graz Puntigam – Spielfeld-Straß          | ÖBB                    |
| S-Bahn Steiermark                | Graz Hauptbahnhof – Graz Puntigam – Wies-Eibiswald           | GKB                    |
| Straßenbahn Graz                 | Puntigam S – Jakominiplatz – Andritz                         | Graz Linien            |
| Liste der Linien der Graz Linien | Puntigam S – WKO-WIFI/tim                                    | Graz Linien            |
| Liste der Linien der Graz Linien | Puntigam S – Liebenau/Murpark – St. Leonhard/Klinikum Mitte  | Graz Linien            |
| Liste der Linien der Graz Linien | Puntigam S – Gösting                                         | Graz Linien            |
| Liste der Linien der Graz Linien | Puntigam S – Kapellenwirt                                    | Graz Linien            |
| Liste der Linien der Graz Linien | Puntigam S – Gedersberg/Pirka                                | Grünerbus, Dr. Richard |
| Liste der Linien der Graz Linien | Puntigam S – Feldkirchen b. Graz Raiffeisenplatz             | Dr. Richard            |
| 630                              | Puntigam S – Flughafen Graz – Fernitz Erzherzog-Johann-Platz | ÖBB Postbus            |

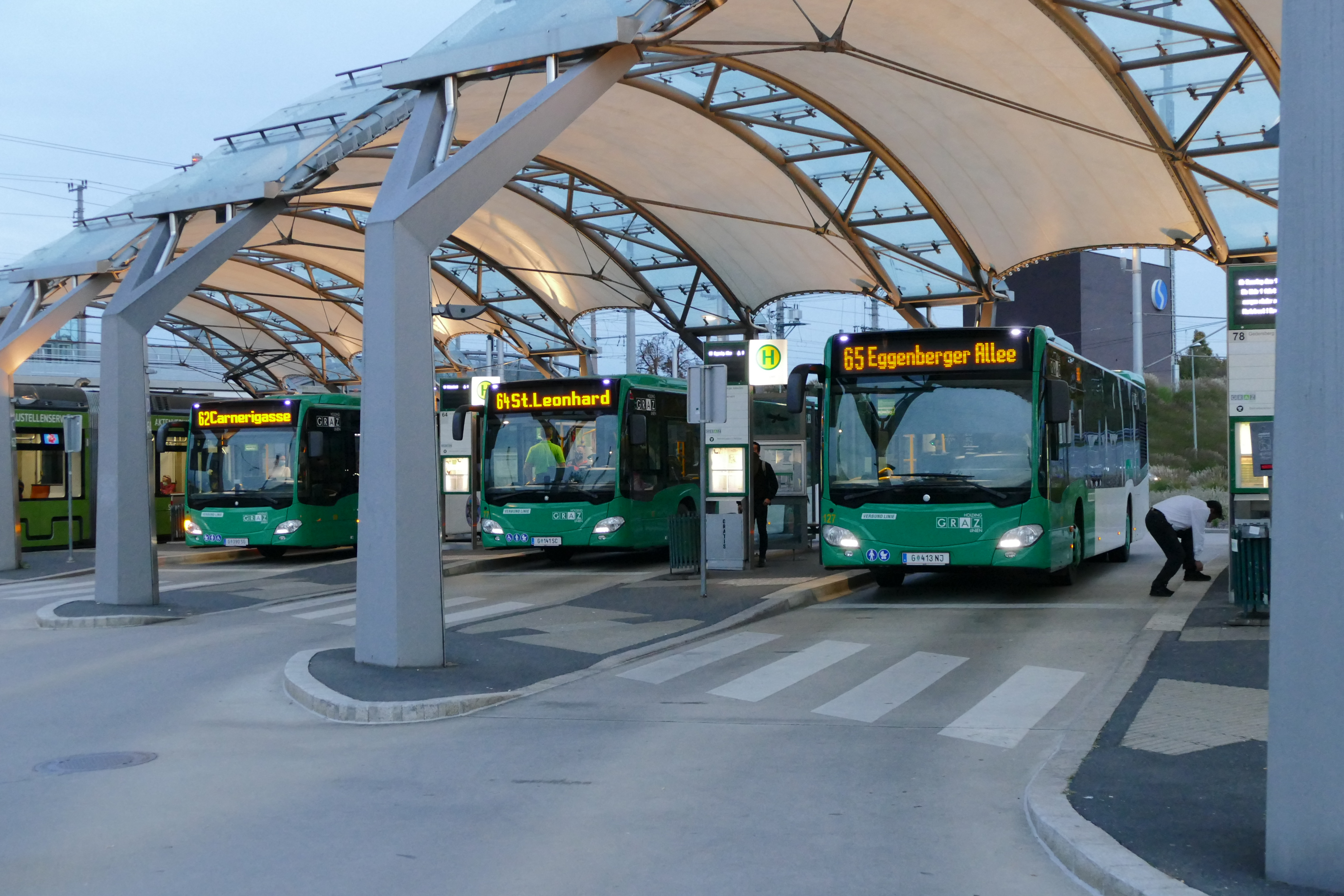
Drei Mercedes Citaro der Holding Graz Linien
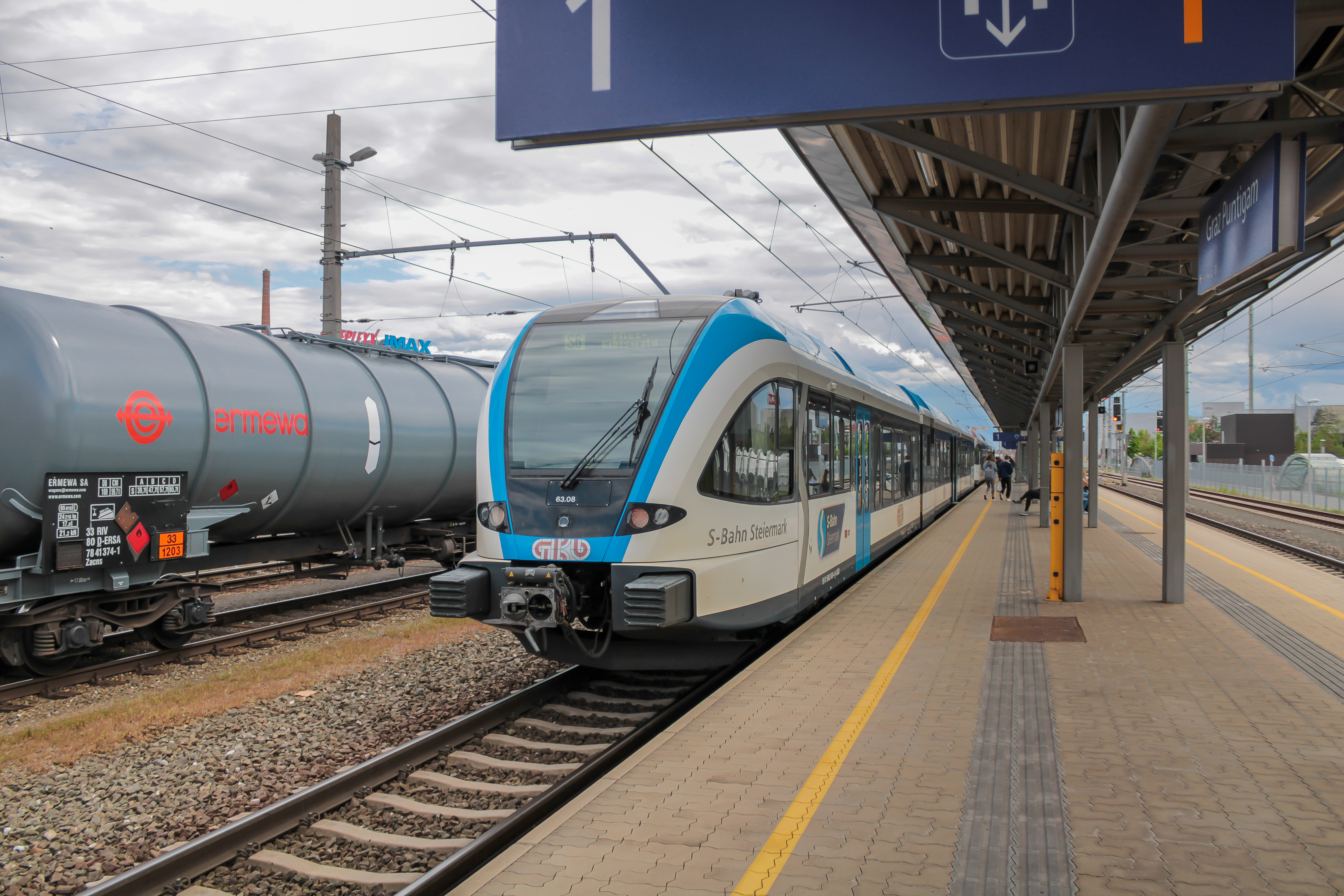
Alleiniger Mittelbahnsteig vor dem Umbau
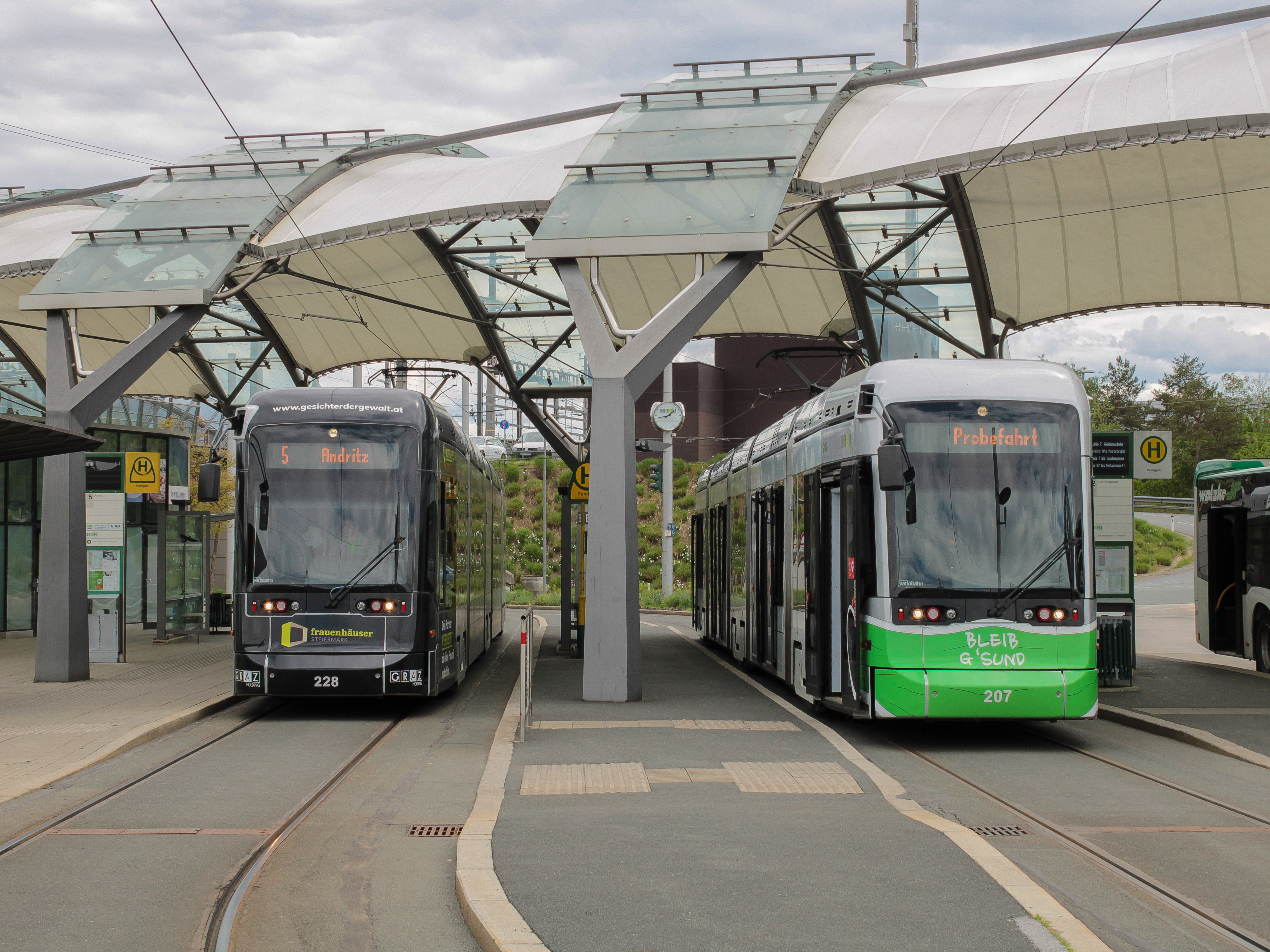
Straßenbahn-Haltestelle
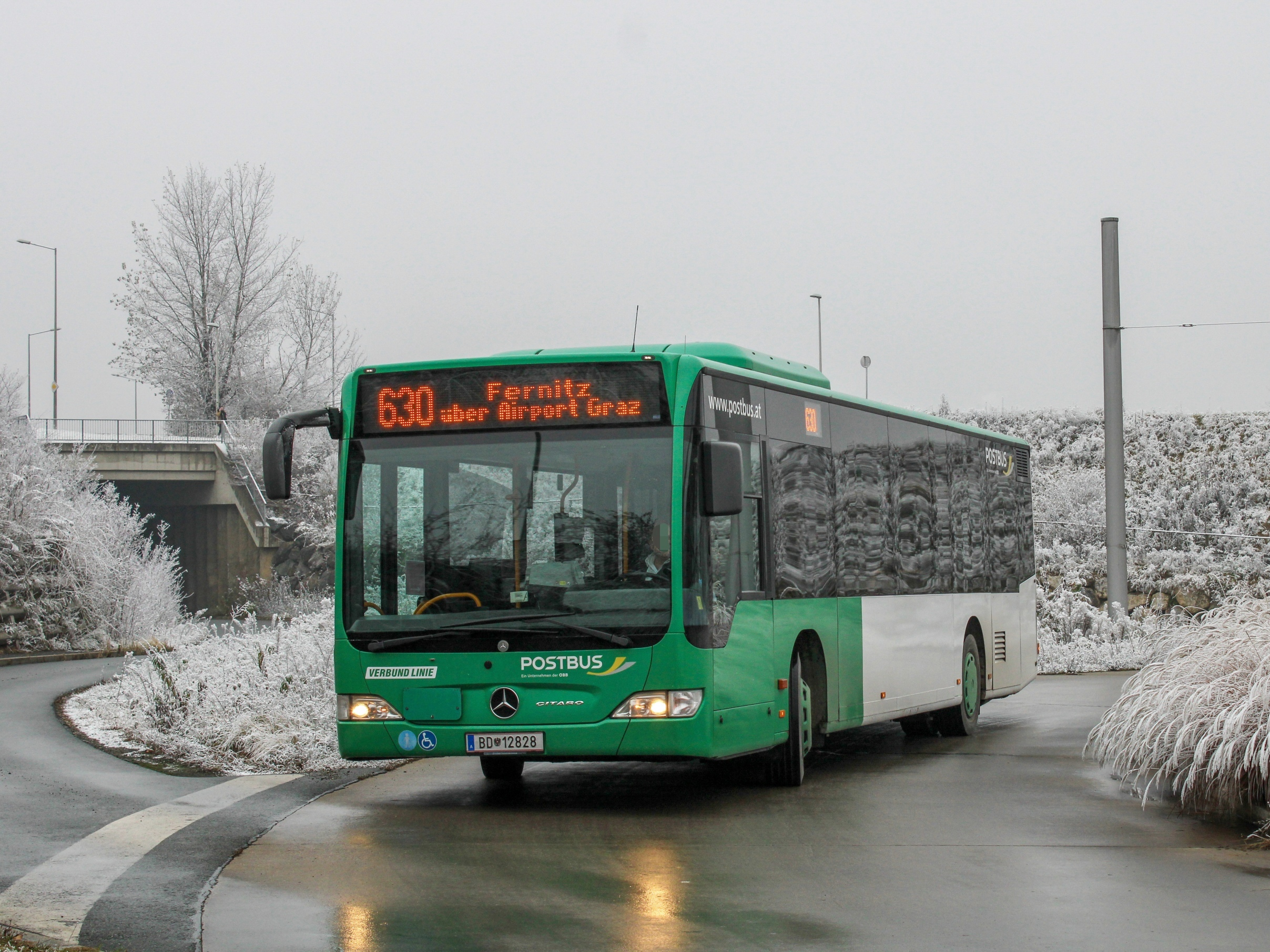
Mercedes Citaro auf der Linie 630
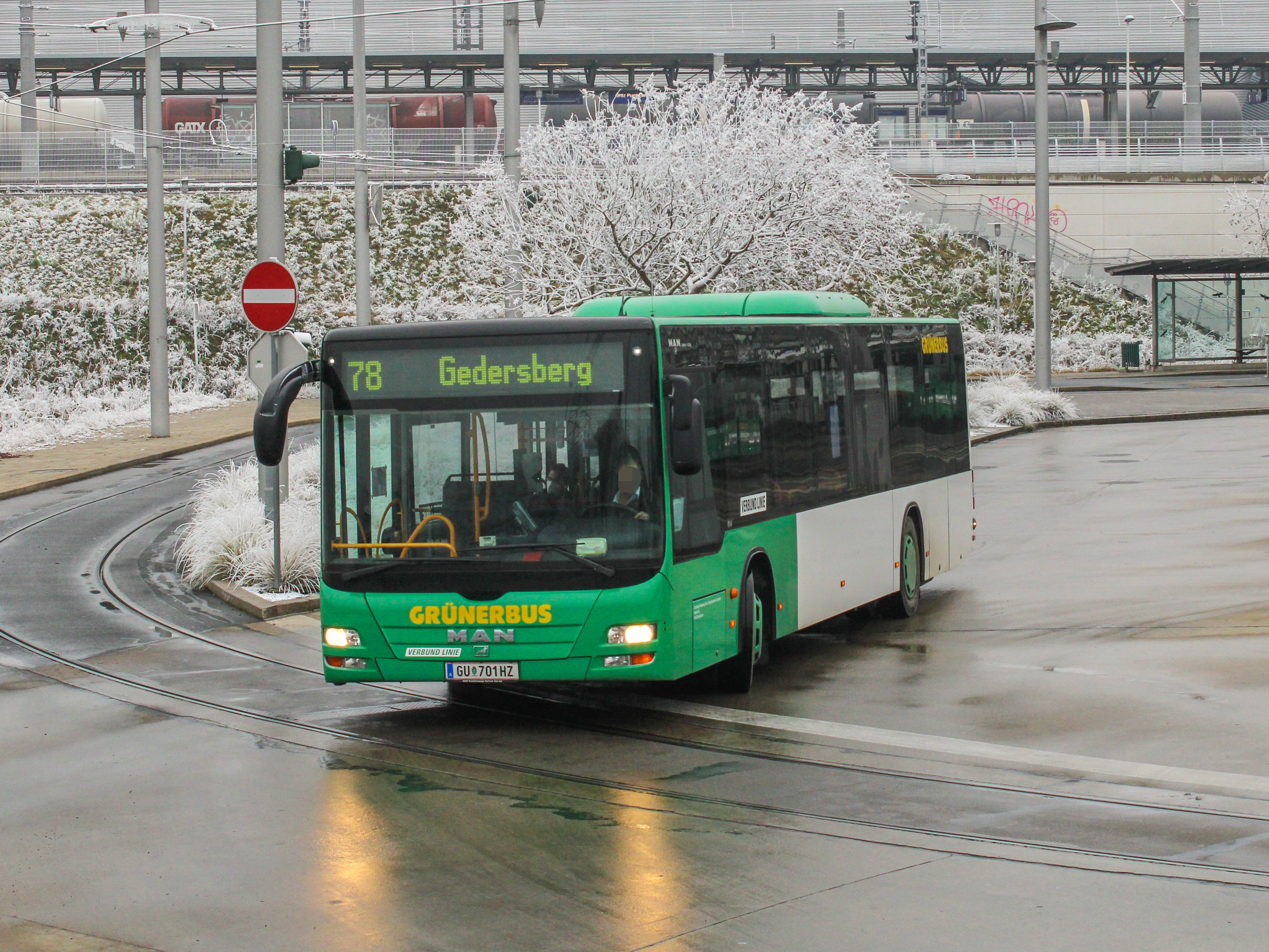
MAN Lions City auf der Linie

## Architektonische Gestaltung
Der Nahverkehrsknoten wurde in erster Linie funktionell gestaltet, wobei aber besonderes Augenmerk auf der architektonischen Gestaltung lag. Ein Membrandach dominiert das Erscheinungsbild des Nahverkehrsknotens. Als Primärkonstruktion fungieren 10 parallele Stahlbögen, die den Fahrgastinseln folgend leicht versetzt zueinander angeordnet wurden. Diese Stahlbögen bestehen aus geschweißten Y-förmigen Stützen, die sich im weiteren Verlauf zu bogenförmig gekrümmten horizontalen Fachwerken mit Unterspannungen entwickeln. Zwischen den Stahlbögen wurden Membrane aus PTFE-beschichtetem Glasfasergewebe gespannt. Im Bereich der Bögen wurden streifenförmige Glasoberlichter angeordnet. Nachts wird die weiße Membranuntersicht durch Strahler beleuchtet und erzeugt so eine freundliche Lichtstimmung, die dem Sicherheitsbedürfnis der Fahrgäste entgegenkommt.
Die Versickerungsbecken und umgebenden Grünflächen wurden landschaftsplanerisch gestaltet. Durch die geometrische Modellierung der Böschungsflächen entstehen begrünte Erdpyramiden, die das Ambiente des Nahverkehrsknotens bereichern sollen. Ein Grünraumkonzept soll für angenehme Atmosphäre sorgen.

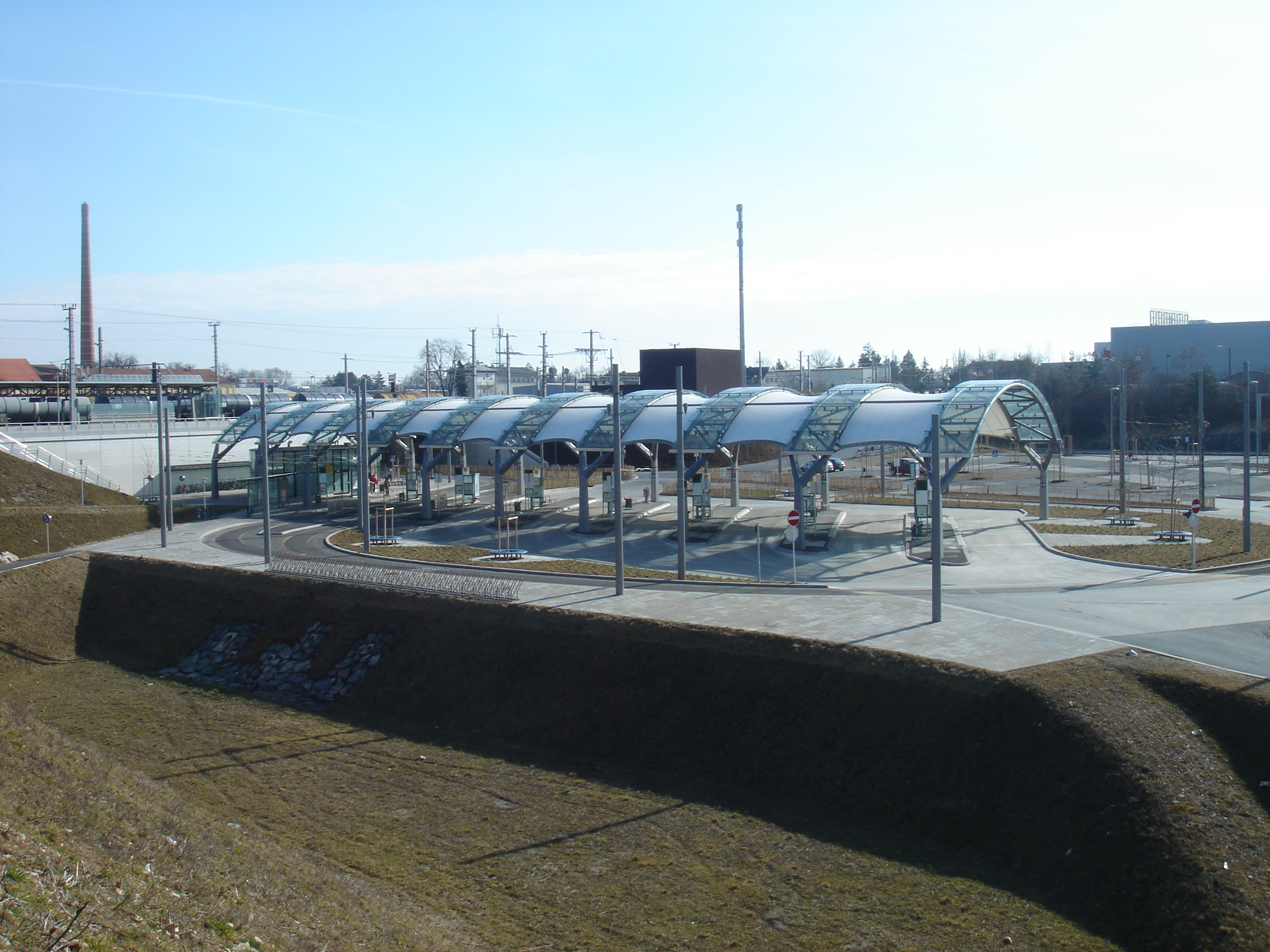
Nahverkehrsknoten Puntigam – Blickrichtung Süden
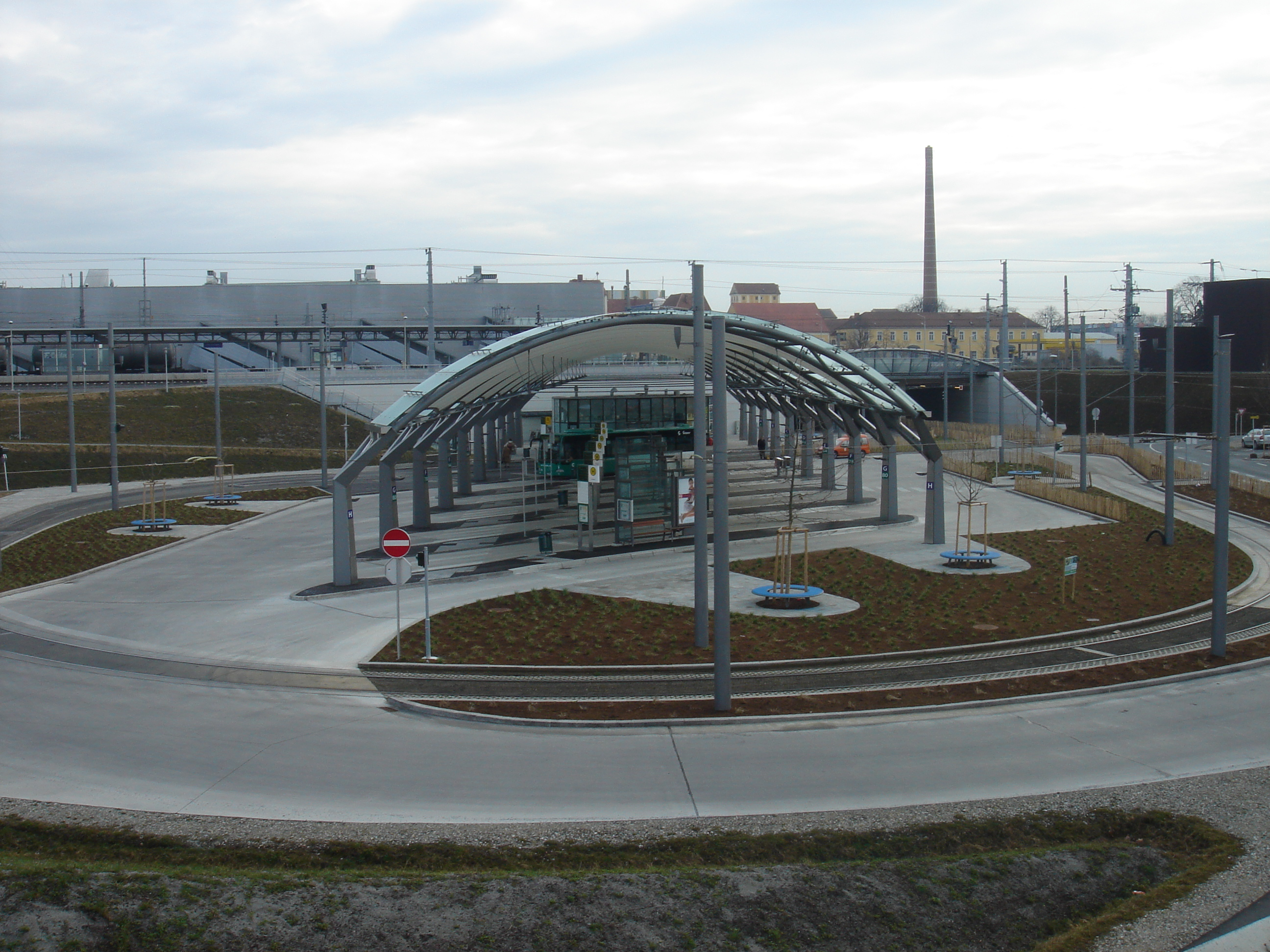
Nahverkehrsknoten Puntigam – Blickrichtung Osten
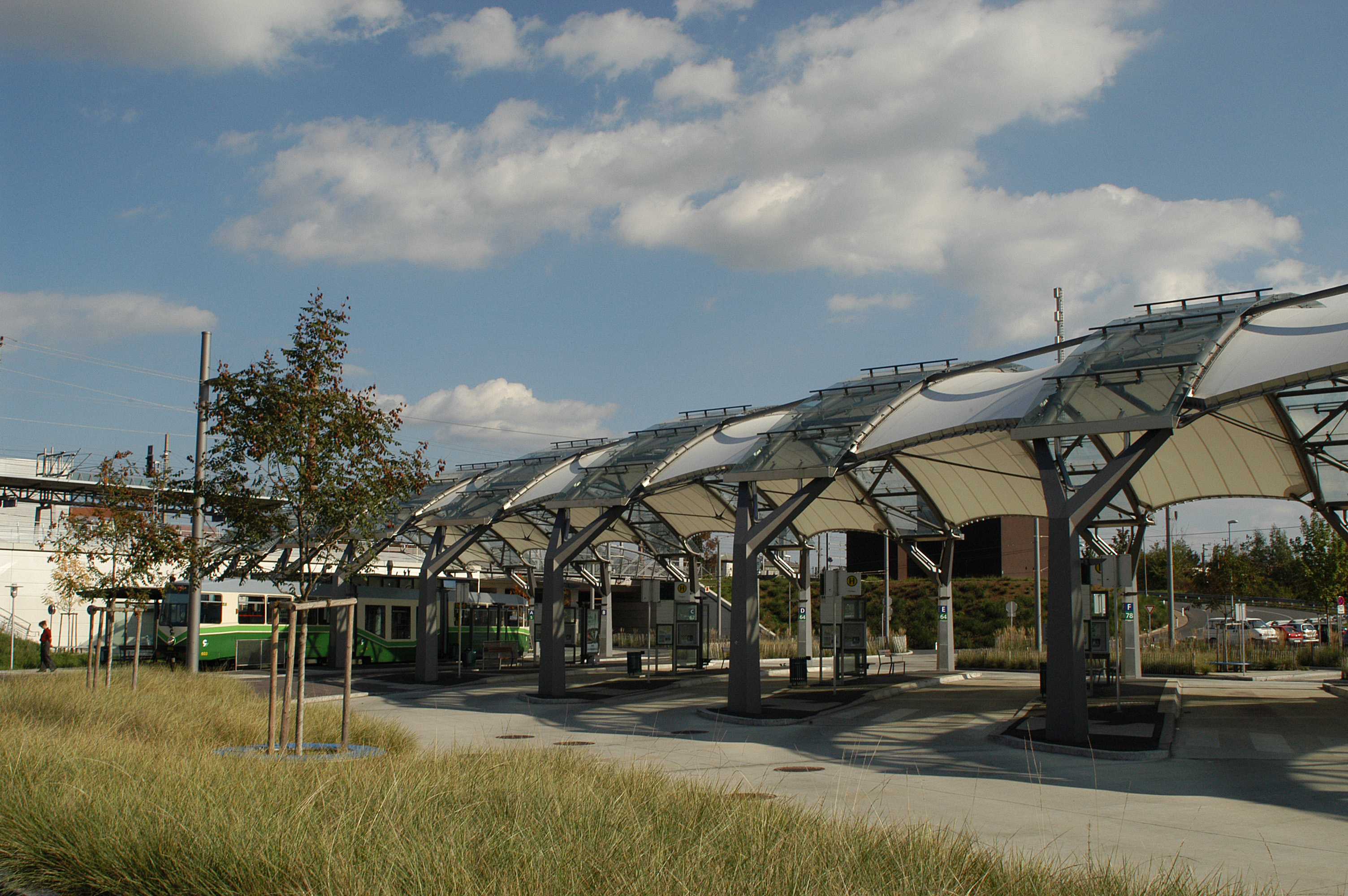
Nahverkehrsknoten Puntigam 2007